# Nyodes rufifusa
Nyodes rufifusa là một loài bướm đêm trong họ Noctuidae.